# Kerner-Lungenkraut
Das Kerner-Lungenkraut (Pulmonaria kerneri) ist ein Angehöriger der Raublattgewächse.

## Merkmale
Die ausdauernde krautige Pflanze erreicht eine Wuchshöhe von etwa 15 bis 35 cm. Der Stängel wächst aufrecht, die halbstängelumfassend sitzenden Stängelblätter sind am Grund etwas verbreitert. Im oberen Blütenstandbereich überragen meist längere Drüsenhaare die übrigen Haare deutlich. Die dunkelblaue, anfangs auch rötliche Blütenkrone ist an der Innenseite außerhalb des Haarringes fast kahl. Der Kelch ist zur Fruchtzeit vergrößert, etwa 9 Millimeter breit und 15 Millimeter lang. 
Die bis 50 Zentimeter langen, nicht oder nur sehr schwach gefleckten Grundblätter sind allmählich in den Stiel verschmälert, lanzettlich und etwa drei- bis sechsmal so lang wie breit. Sie tragen gleich oder etwas verschieden lange Borsten; Drüsenhaare fehlen.
Blütezeit ist von Mai bis Juni, in tieferen Lagen schon im April.

## Vorkommen
Das Kerner-Lungenkraut ist ein Endemit der nordöstlichen Kalkalpen mit Vorkommen im westlichen Niederösterreich, in Oberösterreich und der Obersteiermark. Es wächst zerstreut bis mäßig häufig in lichten Wäldern, Gebüschen und Waldwiesen in montanen bis subalpinen Höhenlagen.